# Lo sposo indeciso che non poteva o forse non voleva più uscire dal bagno
Lo sposo indeciso che non poteva o forse non voleva più uscire dal bagno, noto semplicemente come Lo sposo indeciso, è un film del 2023 sceneggiato, diretto e montato da Giorgio Amato.

## Trama
Il film racconta la storia di un matrimonio che segnerebbe l'unione di due mondi opposti, che vorrebbero congiungersi, nonostante le diversità. Peccato che proprio queste differenze li rendano incompatibili, tanto che più provano a unirsi e più si allontanano. 
Il professor Gianni Buridano è un filosofo, noto in tutto il mondo; giunto di recente alla mezza età, s'innamora perdutamente di Samantha, la bella ragazza che lavora come donna delle pulizie nella stessa università dove lui insegna. Nonostante le differenze culturali e l'appartenenza a generazioni diverse, i due decidono di sposarsi e di farlo proprio in chiesa, sebbene l'intera carriera di Gianni sia stata segnata da una forte critica alla morale cattolica occidentale.

## Distribuzione
Il film è stato distribuito nelle sale cinematografiche italiane a partire dal 29 giugno 2023.